# 約坦

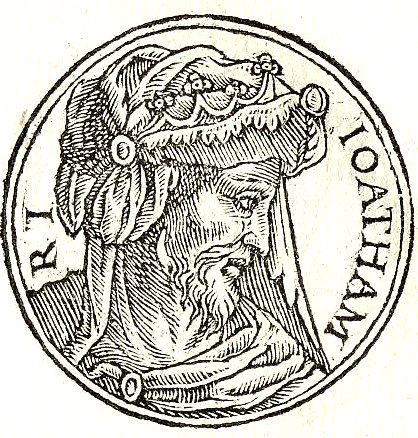
約坦

約坦（希伯來語：יותם，約前775年—前732年），天主教譯為約堂，是古代中東國家南猶大王國的第十一任君主。他的父親是烏西雅。

## 登年早期
約坦在位的年期，目前歷史上有兩種講法：
1. 費毅榮（英语：Edwin R. Thiele）認為是從前740年到前736年；
2. 威廉·奧爾布賴特（英语：William F. Albright）認為是從前742年到前735年。

## 聖經相關章節
- 《列王紀下》第15章:32-38節
- 《歷代志下》第27章